# Ингерманланд (линейный корабль, 1842)
«Ингерманланд» — парусный 74-пушечный линейный корабль Балтийского флота Российской империи.

## Описание корабля
Один из двадцати пяти 74-пушечных парусных линейных кораблей с деревянным корпусом типа «Иезекиль», построенных в Архангельске и Санкт-Петербурге с 1825 по 1863 год по проекту корабельного мастера A. M. Курочкина. Это была последняя крупная серия линейных кораблей российского парусного флота. Корабли этого типа отличались прочностью корпуса, хорошей мореходностью, удобным расположением артиллерии и рациональной планировкой внутренних помещений. 
Водоизмещение корабля составляло 3000 тонн, длина между перпендикулярами по сведениям из различных источников от 54,25 до 54,3 метра, ширина без обшивки — 14,6 метра, а осадка от 5,82 до 6 метров. По официальной классификации корабли этой серии относились к 74-пушечным, но в действительности несли от 74-х до 86-ти 24– и 36-фунтовых орудий.

## История службы
Корабль «Ингерманланд» был заложен 30 августа (11 сентября) 1840 года на стапеле Соломбальской верфи в Архангельске и после спуска на воду 24 мая (5 июня) 1842 года вошел в состав Балтийского флота. Строительство вёл корабельный мастер В. А. Ершов, по проекту A. M. Курочкина.
24 июля (5 августа) 1842 года корабль во главе отряда вышел из Архангельска. 30 августа (11 сентября), попав в сильный шторм в проливе Скагеррак у берегов Норвегии, из-за ошибки счисления выскочил на камни и разбился. В результате катастрофы погибли 389 человек (20 офицеров, 341 нижний чин, 21 женщина, 7 детей), спастись по сведениям из различных источников удалось от 503 до 509 человек, в том числе командиру корабля и корабельному мастеру В. А. Ершову, находившемуся на борту. Император Николай I потребовал отдать командира корабля под суд (император указал: «Строжайше исследовать, каким образом спаслись 16 офицеров, тогда как нижних чинов спасено только 150»). Однако суд оправдал Трескина и одобрил поведение офицеров и команды при спасении, с этим решением Николай в итоге согласился.
Найденные тела жертв катастрофы были захоронены на ближайшем берегу. Могилы сохранились до настоящего времени.

## Командиры корабля
В 1842 году кораблём «Ингерманланд» командовал капитан 1 ранга П. М. Трескин.